# Sonnenfinsternis vom 19. Juli 418
Die Sonnenfinsternis vom 19. Juli 418 war eine totale Sonnenfinsternis, die in Südeuropa und Südasien sichtbar war.

## Beschreibung
Der Kernschattenbereich begann im Atlantik, überstrich dann die südeuropäischen Staaten Portugal, Spanien, Italien, Griechenland, Türkei, überquerte anschließend Irak, Iran und Südindien und endete schließlich im Indischen Ozean, im Golf von Bengalen. Die Finsternis gehört zum Saroszyklus 91.

## Überlieferte Beobachtungen
Über diese Sonnenfinsternis und eine weitere vom 23. Dezember 447  berichtet Hydatius von Aquae Flaviae, der bei Chaves in Portugal lebte.  Da insbesondere zwei Sonnenfinsternisse mit diesem zeitlichen Abstand an diesem Ort kein zweites Mal vorkamen, erlaubt diese Sonnenfinsternis eine zweifelsfreie, absolute Datierung.
Die Sonnenfinsternis wurde wahrscheinlich auch in anderen Quellen erwähnt, in einem Briefwechsel zwischen Hesychius und  Augustinus von Hippo, in der Kirchengeschichte des Philostorgios, sowie in den Chroniken des Marcellinus Comes. Philostorgios setzt die Himmelserscheinung in einen zeitlichen Zusammenhang mit der Erreichung der Volljährigkeit des oströmischen Kaisers  Theodosius II.